# Meret Oppenheim Hochhaus
Das Meret-Oppenheim-Hochhaus ist ein von Januar 2016 bis 2019 erbautes, 81 Meter hohes Hochhaus in Basel in direkter Nachbarschaft zum Bahnhof Basel SBB. Das ab Frühjahr 2019 bezugsfertige Haus ist zum Fertigstellungszeitpunkt das dritthöchste der Stadt und steht im Quartier Gundeldingen. Neben einem Restaurant enthält das Meret-Oppenheim-Hochhaus sowohl Büros wie auch wohnwirtschaftliche Räume. Im Haus ist ein redaktioneller Stützpunkt des Schweizer Radio und Fernsehens (SRF) untergebracht. Architekten des Meret-Oppenheim-Hochhauses sind die Basler Herzog & de Meuron.
Das Hochhaus ist nach der deutsch-schweizerischen Künstlerin Meret Oppenheim benannt, nach der auch die Strasse benannt ist, in der das Hochhaus steht. Der Platz zwischen dem Hochhaus und dem südlichen Bahnhofeingang über die Passerelle trägt ebenfalls den Namen Meret-Oppenheim-Platz.

## Geschichte
Nachdem der Aushub Anfang 2016 fertig gestellt worden war, erfolgte am 24. Juni 2016 die Grundsteinlegung. Am 19. April 2018 wurde das Richtfest begangen. Die Bauarbeiten wurden Ende 2018 beendet. Anfang 2019 ist der Vorplatz komplett fertiggestellt worden, das Bauwerk selbst ist bereits seit Januar 2019 bezugsfertig.

## Architektur

### Allgemein
Das Meret-Oppenheim-Hochhaus hat einen sechsgeschossigen Flachbau, auf dem sich teilweise, leicht versetzte, kubische Geschosseinheiten anschliessen. Der untere Teil ist für das Restaurant und das Basler Studio des Schweizer Fernsehens vorgesehen. Die Etagen darüber sollen Wohnungen vorbehalten bleiben. Hinter beweglichen Fassadenelementen sollen Terrassen erkennbar sein. Öffnungen der kubischen Grundstruktur sollen dem Bauwerk eine gewisse Leichtigkeit verleihen.
Das Hochhaus ist Teil einer grundlegenden Erneuerung des Areals südlich des Gleisfeldes vom Bahnhof SBB. Die gesamte Projektentwicklung erfolgte durch die SBB Immobilien unter der Gesamtprojektleitung von Daniel Strolz. Östlich des Gebäudes soll mit dem Meret-Oppenheim-Platz eine Vorzone entstehen, die das dicht bebaute Areal auflockert.

### Fassadensystem
Die beweglichen Fassadenelemente bestehen aus von Hand genieteten Flügelteilen, aufgesetzt auf Laufwägen, welche in zwei Laufschienen mittels einer Getriebespindelkombination motorisiert bewegt werden können. Die Geländer bei den Loggien sind in die Fassadenkonstruktion integriert. Ein bewegtes Fassadenelement besteht aus vier bis sechs Flügeln. Ein Flügel besteht aus bis zu zehn gekantenten Einzelteilen aus Aluminium, welche mit 415 Nieten zusammengehalten werden. Auf einem bewegten Fassadenelement mit sechs Flügeln ergibt das 2490 Nieten, welche von Hand vernietet wurden. Bei Minustemperaturen und Schneefall werden die Fassadenpaneele aus Sicherheitsgründen automatisch geschlossen, damit keine daran haftenden Eisklumpen herunterfallen und Menschen verletzen können.

## Daten und Nutzung
Die Grundstücksfläche des Meret-Oppenheim-Hochhauses beträgt 3100 Quadratmeter und es soll insgesamt 40'000 Quadratmeter Geschossfläche aufweisen. Davon sollen 784 Quadratmeter für die Gastronomie, 219 Quadratmeter für Lagerräume, 11'752 Quadratmeter als Büro und 12'460 Quadratmeter zum Wohnen genutzt werden. Im Haus sind 66 PKW-Stellplätze und 556 Fahrrad- und acht Motorradstellplätze vorgesehen.
Neben der Nutzung als Wohnhochhaus ist im Meret-Oppenheim-Hochhaus hat das SRF in der Immobilie seinen Studiostandort in Basel. 320 Mitarbeiter des Schweizer Fernsehens arbeiten dort im geschaffenen Ressort Kultur, Wissenschaft und Religion. Die Redaktion erstellt sowohl Fernseh-, Radio- wie Onlinebeiträge. Die Beiträge, im Schnitt fünf pro Tag, werden am Standort produziert und verbreitet. Die erste Sendung wurde am 7. Mai 2019 vom Meret-Oppenheim-Hochhaus ausgestrahlt.

## Rezeption

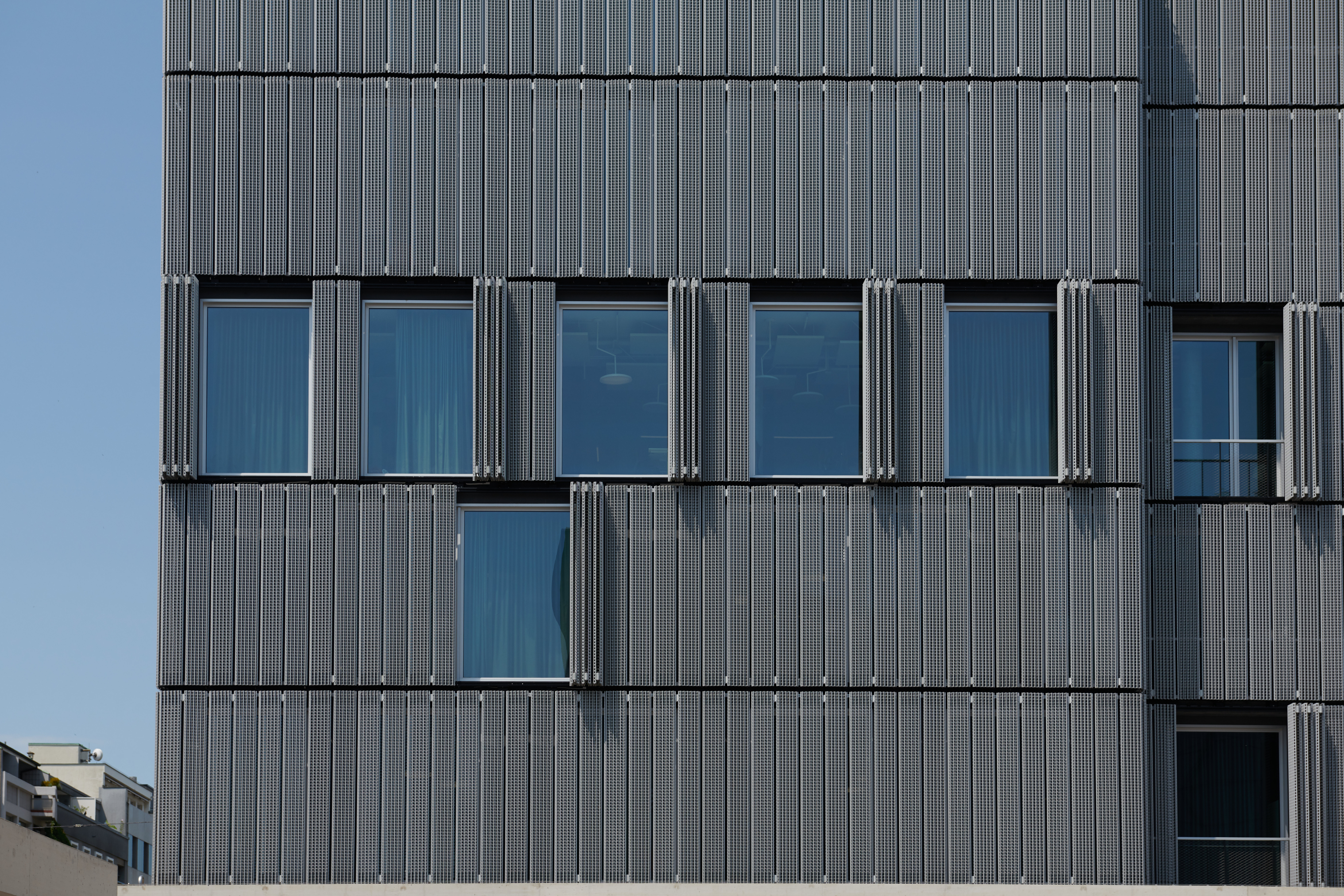
Fassadendetail

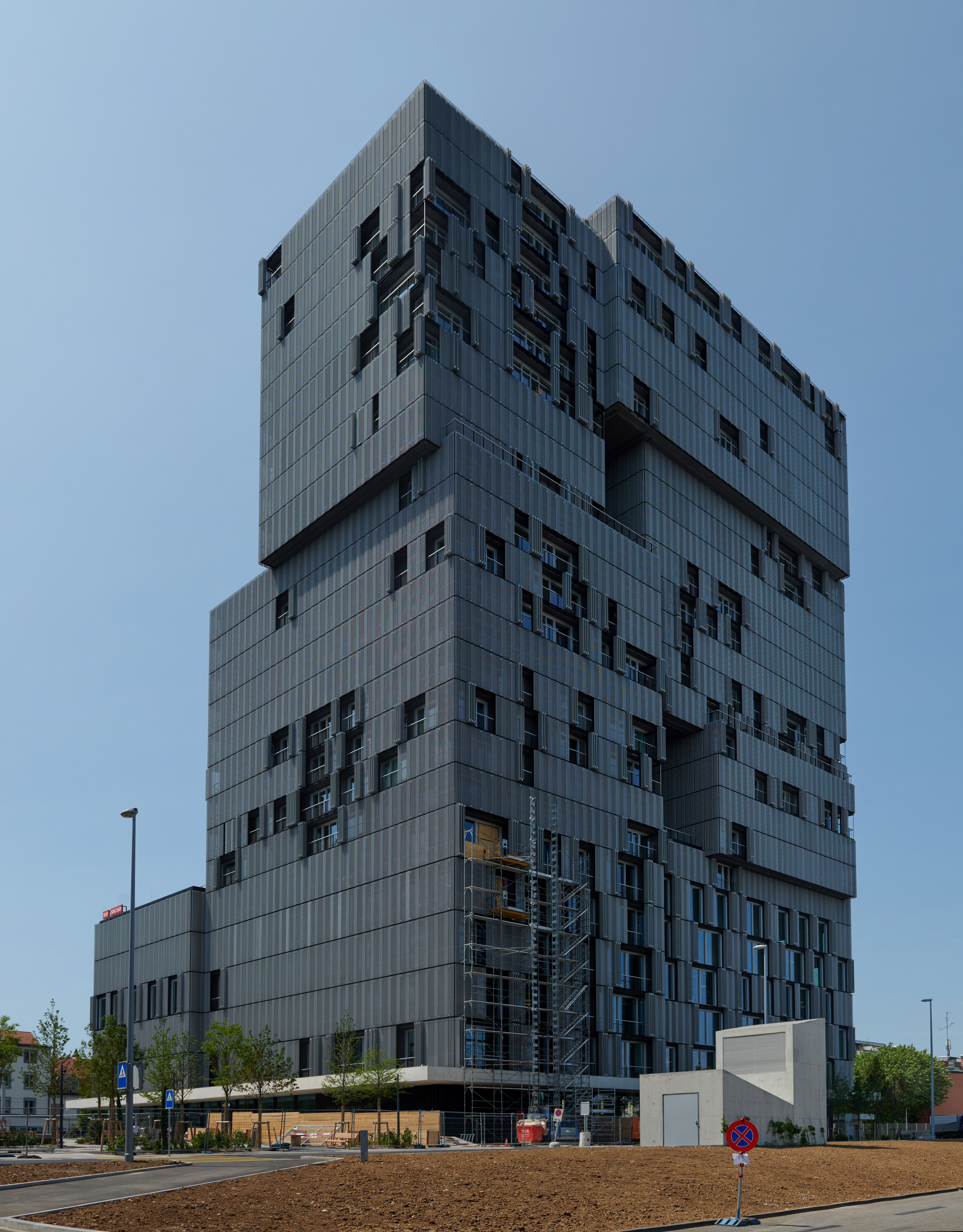
Nordostansicht

Seitdem die Fassade des Meret Oppenheimer Hochhaus ausgekleidet wurde, mehrte sich in Basel die Ablehnung gegen das Bauwerk. Es wurde als «grau», «klobig» und «erdrückend wirkende monolithische Megastruktur» kritisiert. In der Neuen Zürcher Zeitung wurde die graue Haut als elefantös bezeichnet und in eine Diskussion um den «Elefanten im Stadtraum» eingebunden. Der Verein Architektur Basel merkte dazu an, dass die Kritik zur Unzeit kommt. Immerhin bestand vor Baubeginn die Möglichkeit, das Gebäude zu begutachten. Das Projekt nahm sämtliche demokratischen und gesetzlichen Hürden, ohne dass Referenden oder Einsprache gegen den Bau vorgenommen wurden. Die Argumentation, das Bauwerk wirke wie ein «Hochsicherheitstrakt» erkläre sich deswegen, weil vor dem Bezugszeitpunkt alle beweglichen Fassadenpaneele geschlossen sind. Sobald das Bauwerk bewohnt sei und diese entsprechend aufgeklappt werden, werde sich ein optisch differenziertes und abwechslungsreicheres Bild bieten. Ungeachtet der teilweise fragwürdigen Kritik monierte der Verein allerdings die «edle Zurückhaltung» der Architekten. In einer direkten Demokratie sei diese fehl am Platz. Die Architekten stünden in der Verantwortung, sich stärker einzubringen und einen echten Diskurs zu führen.